# Marjeta Novak Kajzer
Marjeta Novak-Kajzer (tudi Marjeta Novak) slovenska pisateljica, prevajalka, novinarka in urednica, * 31. julij 1951, Ljubljana.

## Življenjepis
Marjeta Novak je leta 1974 diplomirala iz francoščine ter slovenščine in slovenske književnosti na Filozofski fakulteti v Ljubljani, ter 1977 na Sorboni doktorirala s tezo iz francoske književnost, tam je 1980 diplomirala še iz madžarskega jezika. Od leta 1980 do 1992 je bila zaposlena kot novinarka pri časopisu Delo, nato je 1993 postala urednica v založbi Mihelač. Poročena je s slovenskim pisateljem J. Kajzerjem).

## Literarno delo
Novakova je 1983 izdala romanski prvenec Vrtiljak. Ljubezenska romana s snovjo iz učiteljskega življenja sta romana Kristina (1985) in Vila Michel (1987). V knjigi Kako pišejo (1993) je objavila pogovore s slovenskimi pisatelji.
Novakova piše tudi mladinsko literaturo (Kužmuce in druga dela) in prevaja predvsem dela francoskih avtorjev, pa tudi iz angleške in madžarske književnosti.

### Literarni liki
V romanu Kristina prinaša nov ženski pogled na erotiko in čutnost. V središču dogajanja je ženska. Občutje, ki ga prinaša ta roman, je tujstvo. Kristina, ki je glavni lik, ne more z nikomer navezati pristnih človeških odnosov. V romanu sta dve tematski liniji, prva kot razpadanje zveze z moškim in druga kot iskanje doma za potešitev občutka večnega tujstva. Ta roman je izpoved, ki prinaša številne odkrite in glede na tradicijo slovenske ženske proze tudi nenavadne slike. Kristina v poroki vidi odpor in strah, ne pa narekovane sreče. Nekonvencionalna podoba je tudi podoba ženske spolnosti, ki nastopa kot nenasitna sla po užitku. Vila Michel je ljubezenski roman in govori o ljubezenskem razmerju med mladim dekletom Nino in duhovnikom. Opisuje tudi odnos hčere do matere in obratno. Roman Posebne nežnosti je kriminalka. V ospredju dogajanja je nekonvencionalna ženska, ki je intelektualka.